# Zilveren grasmineermot
De zilveren grasmineermot (Elachista canapennella) is een nachtvlinder uit de familie grasmineermotten (Elachistidae).
De spanwijdte van de vlinder bedraagt tussen de 10 tot 11 millimeter.
De soort komt voor in Europa. De soort is in Nederland vrij algemeen en ook bekend uit grote delen van België.

## Waardplanten
De zilveren grasmineermot gebruikt diverse grassen als waardplant.